# Kaiyi Shiyue
Kaiyi Shiyue – elektryczny samochód osobowy klasy miejskiej produkowany pod chińską marką Kaiyi od 2023 roku.

## Historia i opis modelu

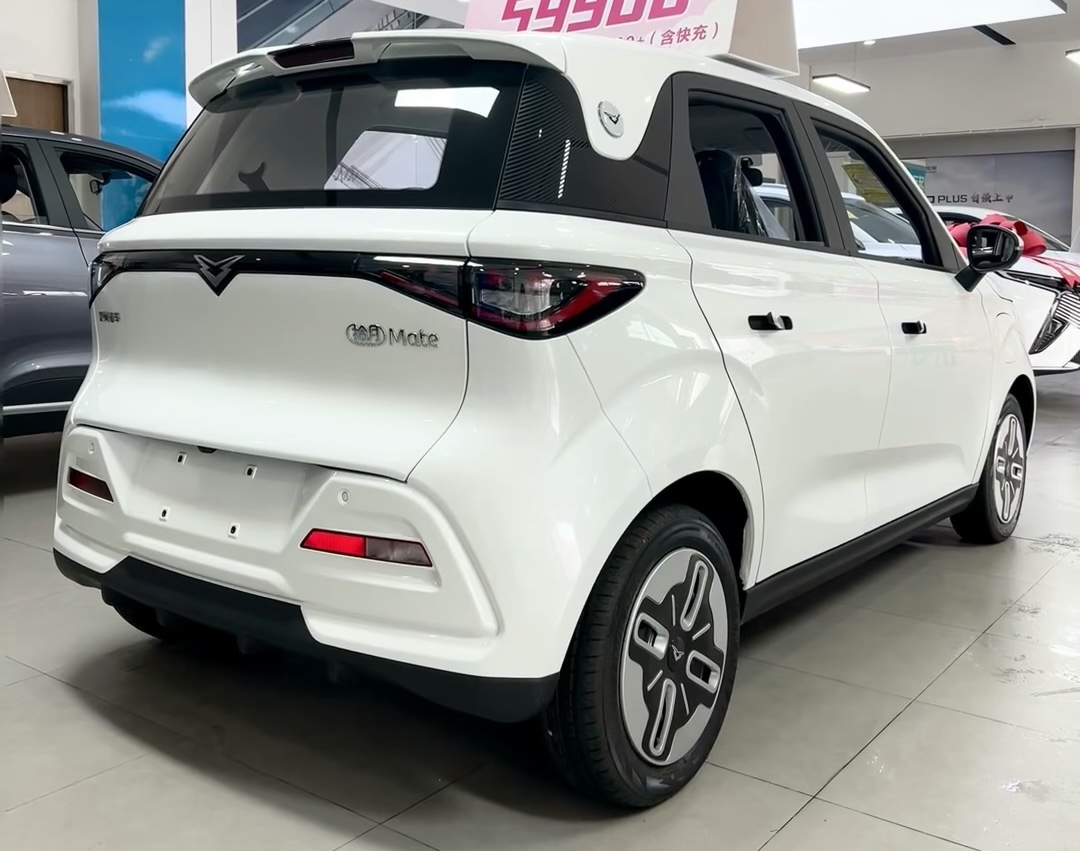
Kaiyi Shiyue 5D - tył

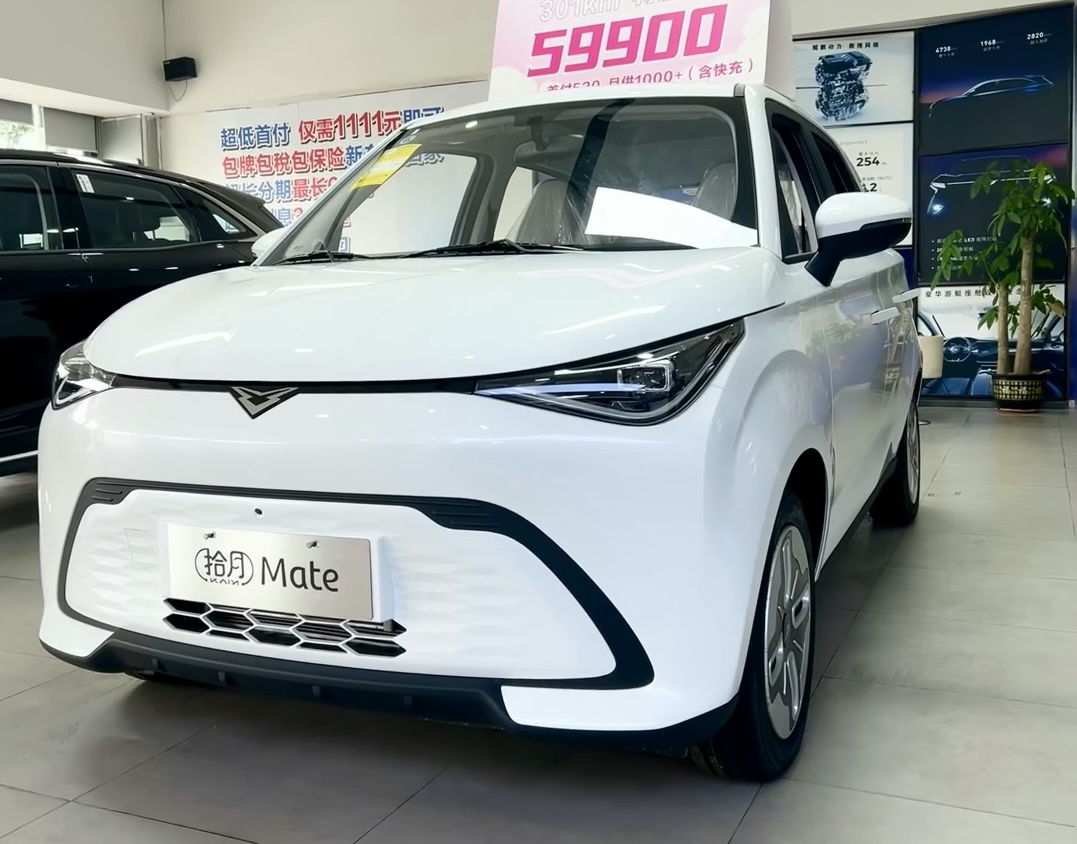
Kaiyi Shiyue 5D

W styczniu 2023 roku chińskie Kaiyi Auto zapowiedziało gruntowną modernizację i rozbudowę swojej oferty modelowej, prezentując prototyp nowego małego modelu pod nazwą Kaiyi i-EA 01. W październiku tego samego roku zaprezentowano seryjny wariant pod nazwą Kaiyi Shiyue. Samochód przyjął postać niewielkiego, miejskiego 3-drwiowego hatchbacka z czteroosobową kabiną pasażerską i urozmaiconą licznymi łukami ostro zarysowaną sylwetką. Zarówno pas przedni, jak i tylną część nadwozia przyozdobiły łezkowate klosze oświetlenia.
Prosta, oszczędnie zaprojektowana kabina pasażerska została pokrywa dwubarwnymi materiałami. Kierownica zyskała dwuramienną formę, z kolei w centralnym punkcie deski rozdzielczej znalazł się dotykowy ekran systemu multimedialnego.

### Sprzedaż
Kaiyi Shiyue powstał z myslą o sprzedaży na wewnętrznym rynku chińskim. Zbieranie zamówień na elektrycznego hatchbacka rozpoczęto na początku października 2023.

### Dane techniczne
Kaiyi Shiyue to samochód w pełni elektryczny, do którego napędu przeznaczono dwa silniki elektryczne w wariantach mocy 47 KM lub 54 KM. Zasięg na jednym ładowaniu wynosi w zależności od pakietu baterii odpowiednio: 155, 210 lub 301 kilometrów.